# Manal al-Sharif
Manal al-Sharif, född 25 april 1979, är en saudiarabisk kvinnorättskämpe känd för att ha protesterat mot förbudet för kvinnor att köra bil i Saudiarabien.
2011 fick al-Sharif uppmärksamhet efter att ha filmat sig själv körandes bil, filmen spreds via sociala medier och andra gången hon körde bil i kampanjen som kom att kallas Women2Drive, blev hon arresterad. Hon släpptes efter protester från andra aktivister från hela världen och fortsatte engagera sig i kampanjer som belyste kvinnors rättigheter.      
År 2012 blev al-Sharif utsedd till en av årets 100 mest inflytelserika personer av Time.     